# Csabai Ékes Lajos

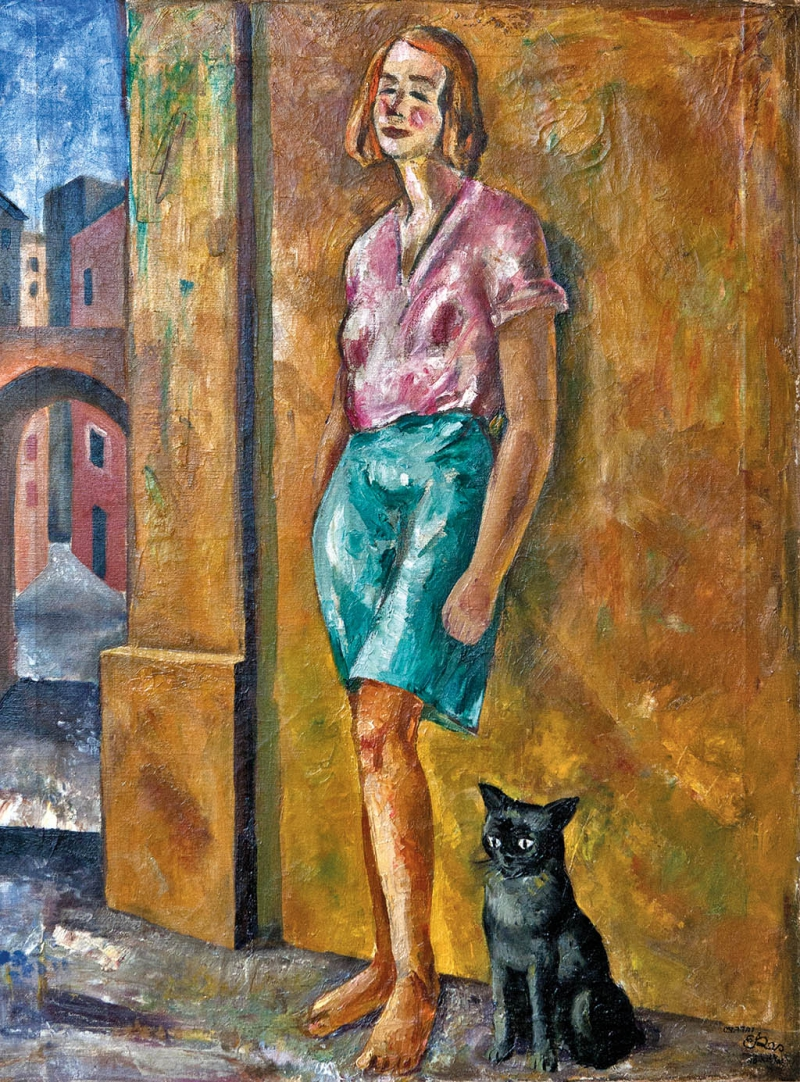
Római lány

Csabai Ékes Lajos (születési neve Engel) (Budapest, 1896. augusztus 2. – Háros-sziget, 1944.) magyar grafikus- és festőművész.

## Élete
Eredeti neve Engel Lajos, később használt neve csabai Ékes Lajos, majd Csabai Ékes Lajos.
Zsidó családban született, Engel Dávid és Kohn Adél fiaként, apjának címfestőműhelye volt. Tanulmányait a budapesti iparművészeti iskolában kezdte, majd a Képzőművészeti Főiskolán Réti Istvánnál tanult. Grafikusnak indult, meseillusztrációkat, címlap- és plakátterveket készített.
Az első világháborúban tűzharcos volt. 1915-ben az olasz és az orosz hadszíntéren frontszolgálatot teljesített, megsebesült, tartalékos hadnagyként kitüntetéssel szerelt le. Kernstok Károly szabadiskolájában is képezte magát, 1919-ben pedig maga is képző- és iparművészeti iskolát nyitott. Hosszabb tanulmányutat tett Olaszországban (1922) és Németországban (1924).
A világháború után festészettel kezdett foglalkozni, a Műcsarnok 1920–1921. évi kiállításán mutatkozott be először. Hamarosan visszatért a grafikához. Bemutatta munkáit a svájci magyar grafikai kiállításon (1924), a lipcsei (1927), a kölni (1928) és a párizsi (1931) könyvkiállításon, a barcelonai világkiállításon (1929). Grafikái számos külföldi folyóiratban, még japán lapokban is megjelentek. 1927-ben a Nemzeti Szalonban állította ki grafikáit, a Magyar Grafika című lap különszámot szentelt munkáinak.
1922. július 17-én Budapesten házasságot kötött a nála hét évvel fiatalabb Tolnai Edittel, Tolnai Béla és Krausz Aranka lányával, majd 1929-ben elváltak. 1932. november 9-én Budapesten feleségül vette Kászony Aliz Gabriella Erzsébet Máriát, Kászony Imre és Kulka Matild lányát.
Tagja volt a Paál László Társaságnak és a Magyar Könyv- és Reklámművészek Társaságának.
A második világháború idején több alkalommal behívták munkaszolgálatra. 1944 nyarán a Háros-szigeti vasútállomáson látták utoljára.
Emlékkiállítása 1947-ben volt a Művész Galériában.